# 2020年の中華人民共和国
2020年の中華人民共和国 （2020ねんのちゅうかじんみんきょうわこく）では、2020年の中華人民共和国に関する出来事について記述する。

## 最高指導部
- 中国共産党中央委員会総書記（最高指導者）
  - 第5代: 習近平 （2012年11月15日 - ）
- 国家主席
  - 第7代: 習近平 （2013年3月14日 - ）
- 国務院総理
  - 第7代: 李克強 （2013年3月15日 - ）
- 全人代常務委員会委員長
  - 第10代: 栗戦書 （2018年3月17日 - ）
- 全国政治協商会議主席
  - 第9代: 汪洋 （2018年3月14日 - ）
- 国家監察委員会主任
  - 第1代: 楊暁渡 （2018年3月18日 - ）

## できごと

### 1月
- 新型コロナウイルス感染症の流行 (2019年-)

### 5月
- 5月24日 - 香港で国家安全法・国歌法反対デモ。
- 5月27日 - 香港で国家安全法・国歌法反対デモ。

### 6月
- 6月30日 - 香港国家安全法施行。

### 7月
- 7月14日 - ドナルド・トランプ米大統領、香港の正常化に関する大統領令に署名・発令。